# 原町 (宮崎市)
原町（はらまち）とは、宮崎県宮崎市内の地名。中央西地域自治区に属している。郵便番号は880-0007。2023年現在住居表示実施地域である。

## 地理
宮崎市の中心部、中央西地域自治区に属す。住宅が立ち並ぶほか、黒迫通りに沿い、文教施設が並ぶ。
北を丸山 1丁目・西池町・中津瀬町、東を橘通西5丁目・江平西1丁目、南を清水1丁目、西を花殿町・西池町と接する。

## 歴史
- 1927年 - 旧江平町、大字上別府をもって原町が成立。
- 1966年 - 原町の一部などをもって橘通西5丁目が成立。

## 世帯数と人口
2023年（令和5年）8月1日現在の世帯数と人口は以下の通りである。
| 町丁 | 世帯数  | 人口  |
| ---- | ------- | ----- |
| 原町 | 229世帯 | 396人 |

## 小・中学校の学区
市立小・中学校に通う場合、学区は以下の通りとなる。
| 町名 | 小学校             | 中学校               |
| ---- | ------------------ | -------------------- |
| 原町 | 宮崎市立江平小学校 | 宮崎市立宮崎東中学校 |

## 交通

### バス
宮交グループの運営するバスが営業している。

## 施設
- 宮崎県社会福祉協議会
- 宮崎県高齢者総合福祉センター
- 宮崎市立宮崎西中学校
- 児童交通遊園